# Daboia deserti
Espèce
Synonymes
- Vipera lebetina deserti Anderson, 1892
- Macrovipera deserti (Anderson, 1892)

Statut de conservation UICN

 NT  : Quasi menacé
Daboia deserti est une espèce de serpents de la famille des Viperidae. 

## Répartition
Cette espèce se rencontre dans le sud du Maroc, en Algérie, en Tunisie et en Libye.

## Description
C'est un serpent venimeux.

## Taxinomie
Macrovipera mauritanica et Macrovipera deserti, ont été placées dans le genre Daboia sous les noms de Daboia mauritanica et Daboia deserti par Lenk, Kalyabina, Wink et Joger en 2001.

## Publication originale
- Anderson, 1892 : On a small collection of Mammals, Reptiles, and Batrachians from Barbary. Proceedings of the Zoological Society of London, vol. 1892, p. 3-24 (texte intégral).